# Фрукторианство

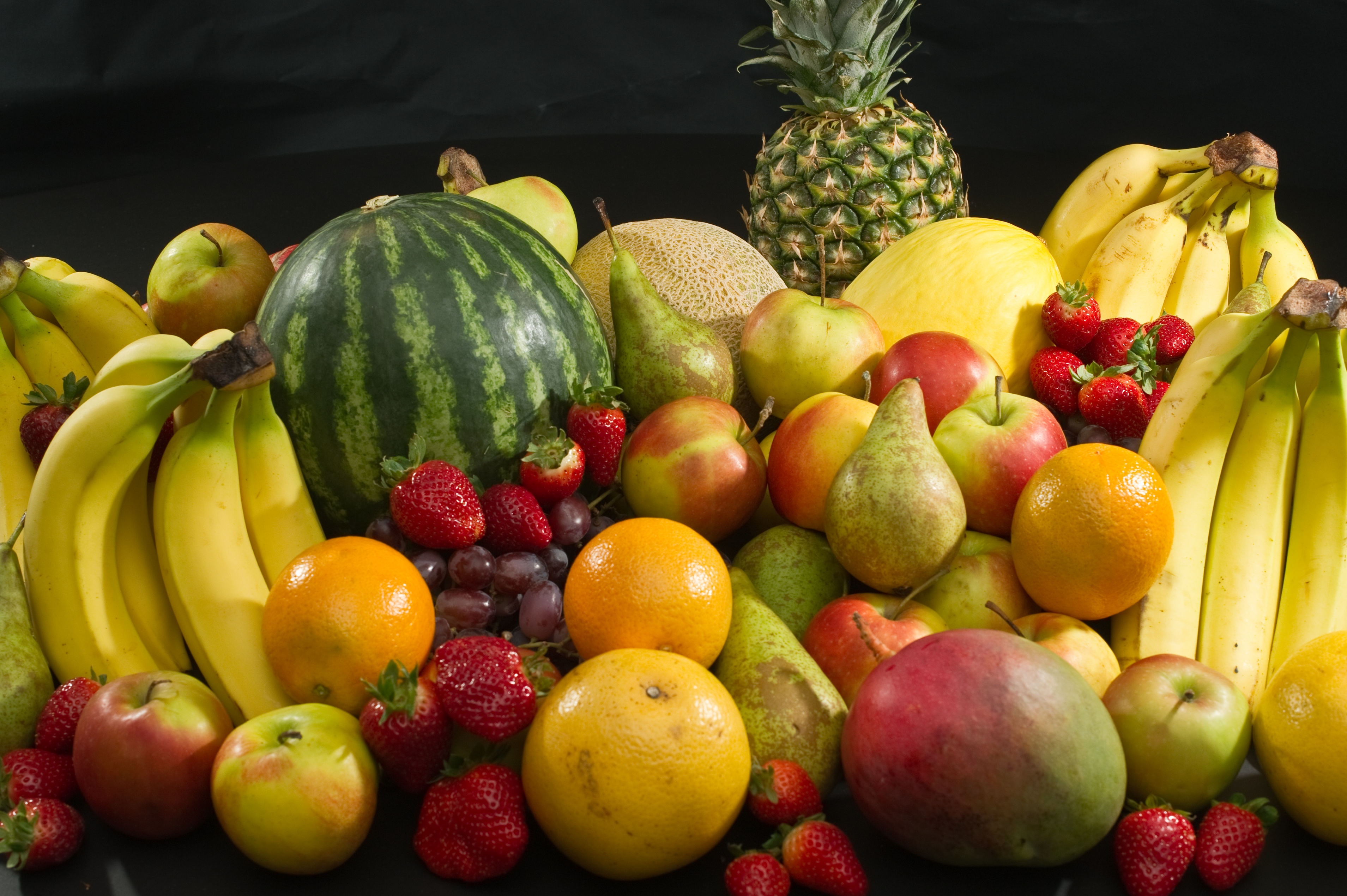
Фруктовое ассорти

Фрукторианство (от лат. fructus — плод; англ. fruitarianism от fruit — плод, также: плодоедение, фруктоедение, фрутарианство или фруторианство) — одна из веганских систем питания, вариант сыроедения, при котором в пищу употребляются исключительно плоды растений — только фрукты.
Фрукторианство появилось ближе к концу XIX века в Европе и затем было завезено в США, где встретило поддержку части сельскохозяйственных производителей. В 1960-е — 1970-е годы эта система питания была дополнена эзотерическими и политическими идеями и стала отдельной идеологией.
В XIX веке веганство и, в частности, фрукторианство, обосновывалось как антропологическими и культурологическими аргументами, так и с позиций гуманного отношения к животным. Современные адепты фрукторианства позиционируют эту систему питания прежде всего для избавления организма от «шлаков» и «токсинов» и средство от всех болезней, этим фрукторианство сходно с сыроедением и макробиотической диетой. Идеологическая составляющая также имеет значение для выбора фрукторианской диеты, в частности, некоторые переходят к фрукторианству, когда простое сыроедение воспринимается как «слишком компромиссное и грязное». В наиболее строгом варианте фрукторианец должен съедать только что сорванные лично им плоды.
Фрукторианство является низкоэнергетической диетой с низким количеством белков, в которой слишком мало жирных кислот омега-3, витамина D и кальция, и много сахаров и органических кислот. Это может приводить к различным заболеваниям или усугубить течение болезни.

## Практика
В практике фруктоедения плоды до употребления никак не обрабатывают (только очищают), ничего к ним не добавляют и редко смешивают. Пищевые добавки, специи и усилители вкуса не используются. Если принимаются в пищу орехи, то в небольших количествах, не часто и только молодые и свежие, сохранившие влагу. Появляется все больше фруктоедов, исключающих их вовсе. Сухофрукты если и употребляются, то только высушенные на воздухе, при низкой температуре.
Обычно фрукторианцы предпочитают употреблять в пищу как можно больше экологически чистых плодов, выращенных без обработки химическими средствами и предпочтительно в регионе их проживания.
Многие люди считают себя фрукторианцами, если в их диете фрукты составляют основную часть не постоянно, если доля их в рационе колеблется. Некоторые варьируют долю фруктов в зависимости от сезона (например, 100%-но летом и осенью, то есть в плодородные периоды, и меньше в месяцы, когда фрукты менее доступны или уступают в свежести и качестве), а также в зависимости от условий жизни (температуры воздуха, климата, культурного окружения и т. д.).
Многие овощи — плоды (как помидоры, сладкий перец, огурцы), поэтому подходят фруторианцам, а другие — жизненно важные части растений: корни (например, морковь), листья (зеленый лук), поэтому они избегаются.
Другие примеры плодов: дыни, клубника, черника, малина, грецкий орех, гречиха, бобовые, смородина, абрикосы, авокадо, фиги, бананы и множество других.
Известны отдельные фрукторианцы, практиковавшие фруктоедение в какой-то период жизни в разные времена (например, Стив Джобс), а также и фрукторианские группы и течения, представляющие различные варианты фрукторианства (практики нравственного принципа ахимса, дзен-макробиотика), натуральные гигиенисты.

## Разновидности

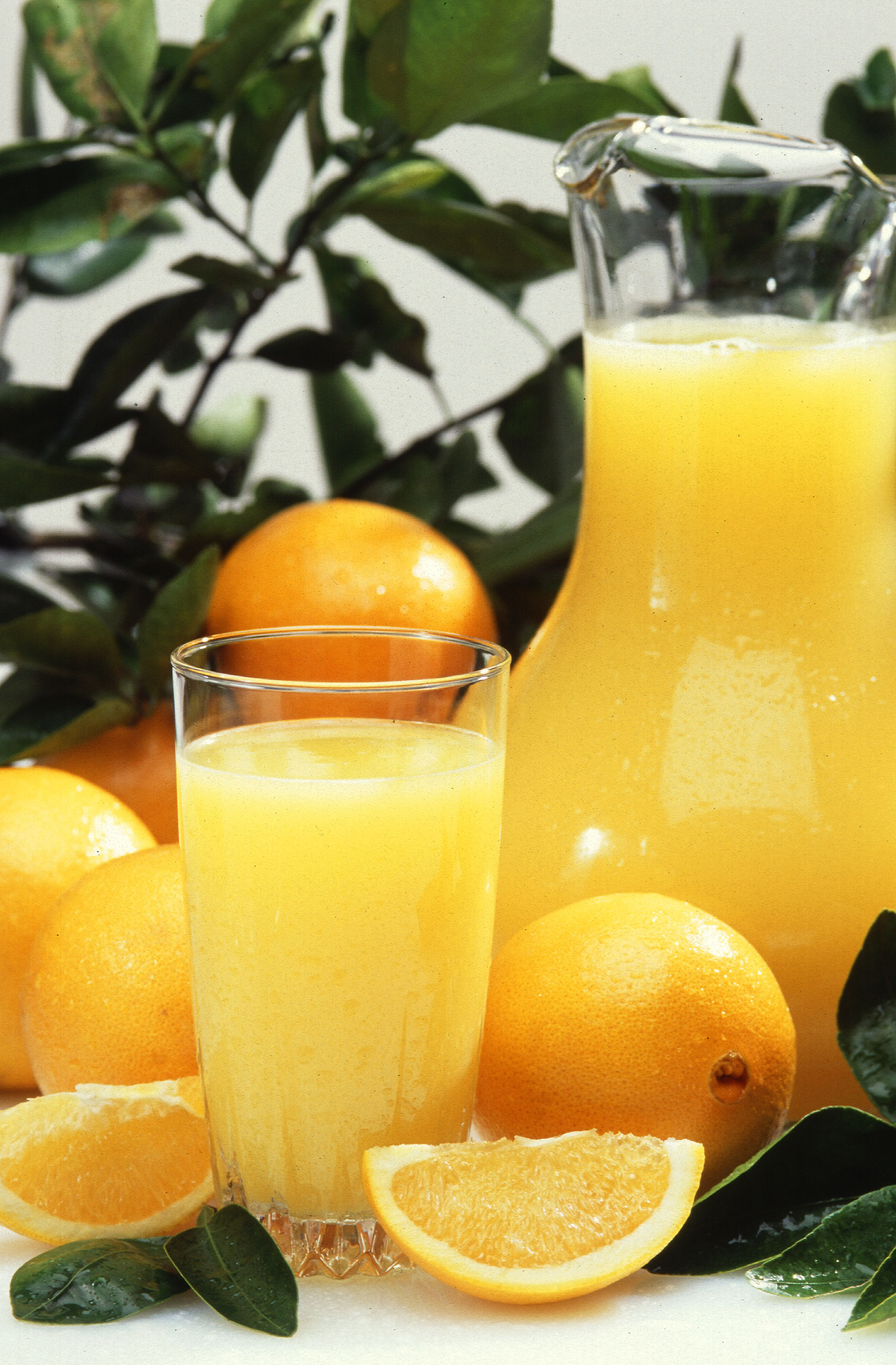
Апельсиновый сок является самым популярным соком во всем мире

Многие фрукторианцы питаются только сырыми сочными спелыми фруктами, полагая, что такая пища единственно необходима и достаточна, но существуют и вариации фруктоедения, основанные на личных предпочтениях, соображениях полезности и этики. Можно быть фрукторианцем и не полным сыроедом. Многие фрукторианцы регулярно употребляют орехи, а некоторые совсем от них отказываются. Некоторые пьют много свежеотжатых соков.
Есть и вид фрукторианства, при котором употребляются только плоды, упавшие на землю естественным путём, то есть после полного созревания.
Одной из расширенных версий фруктоедения является диета, известная под названием 80/10/10 или 811 (80 % углеводов, 10 % белков, 10 % жиров — по энергетической ценности). В ней в дополнение к фруктам рекомендуется употреблять немного зеленых овощей.

## Обоснования
Основная идея — уважительное сосуществование со всем живым, достижение оптимального здоровья при непричинении вреда без необходимости. Практикуется уважительное отношение не только к животным, но и к растениям. Фрукторианство — это веганство с расширенной областью внимания. Многие фрукторианцы бережно относятся как к живой природе в целом (экосистемам), так и к отдельным представителям флоры и фауны, а также стараются минимизировать потребление вещей, произведенных из растительного сырья (например, древесины), помимо избегания предметов, изготовленных из останков животных (этический веганизм).
Фрукторианцы полагают, что человек плодояден, исходя из сравнительного анализа пищеварительной системы различных млекопитающих.
Количество и строение зубов, протяжённость и структура пищеварительного тракта, расположение глаз, характер ногтей, функции кожи, состав слюны, относительные размеры печени, число и расположение молочных желез, положение и строение половых органов, строение плаценты и многие другие факторы — всё это свидетельствует о том, по их мнению, что по своей конституции человек является плодоядным существом. Однако миллионы лет истории становления человека как существа всеядного и существующие традиции питания опровергают это предположение. Кроме того, приготовление пищи также сыграло решающую роль в развитии человеческого вида.
Поедание плодов считается естественным поведением в экосистеме для многих высших приматов, так как фрукты «производятся» растением наиболее привлекательными, чтобы быть съеденными определёнными видами животных. За счёт этого растения обеспечивают своим семенам более высокую вероятность прорастания. Семена многих растений после поедания плодов проходят, не теряя всхожести, через кишечники птиц и млекопитающих после поедания ими плодов. (см. Распространение с помощью животных). Семена, заключённые в сочных плодах, распространяются животными, поедающими эти плоды. Мякоть в желудке и кишечнике переваривается, а защищённые плотной кожурой семена проходят непереваренными и выбрасываются на новом месте вместе с помётом — семена высеиваются вместе с удобрениями.
Значение плода для растения — защита и распространение семян. До созревания верхний слой защищает их от высыхания, механических повреждений и поедания (в этот период в нём обычно накапливаются ядовитые, кислые или вяжущие вещества, которые при созревании плода исчезают).

### Прочие аргументы
в том числе и не подтверждённые научно:
- предотвращение болезней[18];
- формирование стройного тела;
- сохранение зрения[19];
- освобождение от пищевых зависимостей;
- избежание психических проблем[20];
- фрукты полезны для мозговой деятельности[21];
- высвобождение свободного времени при минимальном приготовлении пищи;
- люди, у которых есть свой сад, более независимы экономически;
- фрукты делают нас привлекательнее[22].

## Критика
В Германии с 1996-го по 1998-й год под руководством Клауса Лейцманна (Claus Leitzmann) Гисенским университетом (Justus-Liebig-Universität Giessen) было проведено крупное исследование сыроедов. В ходе него было выявлено, что треть обследованных женщин в возрасте до 45 лет страдали аменореей, у 45 % всех обследованных мужчин и у 15 % женщин была обнаружена железодефицитная анемия, причём тем чаще, чем больше был стаж сыроедения. В крови у всех обследованных был выявлен недостаток кальция, железа, магния, йода, цинка, витаминов E, D и B12, причём количества магния, железа и витамина E, поступавшего с пищей, было достаточно, что свидетельствует о том, что эти вещества усваивались плохо. Количества поступавшего с пищей бета-каротина было больше, чем рекомендуется, а в крови у обследуемых был обнаружен недостаток витамина А, из чего можно сделать вывод о том, что бета-каротин также усваивался плохо. У 57 % обследованных вес тела был значительно ниже нормы. Среди обследованных были как сыроеды-строгие вегетарианцы (веганы), так и сыроеды-нестрогие вегетарианцы и сыроеды-мясоеды.
В исследовании сыроедов 1999 года 30 % участниц страдали аменореей.
Другое исследование того же года выявило, что у сыроедов значительно более сильная эрозия зубной эмали.
В финском исследовании 1995 года у сыроедов выявлен низкий уровень омега-3-жирных кислот. Несколько исследований (1982, 1995, 2000 годов) показали, что у сыроедов очень низкий уровень B12 в крови (известно, что участники одного из них впоследствии стали принимать витаминную добавку).

### Эволюция человека
Ричард Рэнем из Гарвардского университета утверждает, что приготовление растительной пищи могло стать причиной ускоренного развития головного мозга человека, начавшегося 1.8 миллиона лет назад, так как полисахариды в крахмалосодержащей пище становились более усваиваемы и, как следствие, позволяли организму поглощать больше калорий. Однако на этот счёт существует возражение: более вероятно, что люди начали готовить пищу на огне примерно 200—300 тысяч лет назад. В этом случае «кулинарная революция» помогает объяснить не первый, а второй период быстрого роста мозга и уменьшения зубов — тот, который был связан со становлением сапиенсов и неандертальцев. Что же касается первого периода, связанного с появлением ранних архантропов, то для его объяснения, вероятно, вполне достаточно увеличения доли мяса в рационе. Последовательный переход ко всё более легко усваиваемой пище не только снизил энергетические затраты на жевание и пищеварение, но и создал предпосылки для уменьшения объёма пищеварительной системы, что тоже дало немалую экономию.